# Lønstrup Kirke
Lønstrup Kirke er en kirke i Mårup Sogn i Hjørring Kommune. Den er bygget i traditionel stil i 1926-28 til afløsning for Mårup Kirke, som havet havde gnavet sig truende nær ind på.

## Kirkens ydre
- Lønstrup Kirke udefra
- Lønstrup Kirke udefra

- Lønstrup Kirke udefra
- Lønstrup Kirke udefra

Kirken består af et langhus med tresidet korafslutning i øst og tårn i vest.

## Kirkens indre
- Døbefont
- Alter
- Anna selvtredje
- Mindesmærke for britiske søfolk

Kirkerummet er overdækket med nethvælv. På alteret står et stort gyldent kors. Meget af inventaret er overført fra Mårup Kirke; det gælder bl.a. den romanske døbefont med tilhørende dåbsfad, som er fra 1575. Bagerst i kirken hænger en middelalderlig tavle med Anna selvtredje, ligeledes overflyttet fra Maarup Kirke.

I tårnrummet, der fungerer som våbenhus hænger en mindtavle over druknede britiske sømænd fra fregatten Crescent, der forliste udfor kysten i 1808.

## Eksterne kilder og henvisninger
- Lønstrup Kirke hos KortTilKirken.dk